# Yorgançayır, Karlıova
Yorgançayır là một xã thuộc huyện Karlıova, tỉnh Bingöl, Thổ Nhĩ Kỳ. Dân số thời điểm năm 2010 là 340 người.